# Эспозито, Хлои
Хлои Эспозито (англ. Chloe Esposito; 19 сентября 1991 года, Камден, Новый Южный Уэльс, Австралия) — австралийская пятиборка, олимпийская чемпионка 2016 года.

## Биография и карьера
Её отец и тренер Дэниел Эспозито (род. 1963) в прошлом сам выступал в современном пятиборье, участвовал в Олимпиаде 1984 года. У Хлои есть младший брат Макс (род. 1997), выступающий в современном пятиборье, и младшая сестра Эмили, выступающая в стрельбе из пистолета.
В 2008 году Хлои выступала на юношеских Играх Содружества в стрельбе из пневматического пистолета с 10 метров. В 2012 году на Олимпиаде в Лондоне стала седьмой.

## Основные результаты
| Год  | Соревнования            | Место проведения         | Место |
| ---- | ----------------------- | ------------------------ | ----- |
| 2012 | Летние Олимпийские игры | Лондон, Великобритания   | 7     |
| 2015 | Чемпионат мира          | Берлин, Германия         | 8     |
| 2016 | Летние Олимпийские игры | Рио-де-Жанейро, Бразилия | 1     |